# Sint-Antoniusmolen (Sint-Gillis-bij-Dendermonde)
De Sint-Antoniusmolen is een windmolenrestant in de tot de Oost-Vlaamse gemeente Dendermonde behorende plaats Sint-Gillis-bij-Dendermonde, gelegen aan de Lange Dijkstraat 36.
Deze ronde stenen molen van het type beltmolen fungeerde als korenmolen en oliemolen.

## Geschiedenis
De molen werd gebouwd in 1901-1902. Vanaf 1912 werd geen olie meer geslagen. In 1923 werd een elektromotor geïnstalleerd en in 1924 werd het wiekenkruis verwijderd. Bij een storm in 1940 werd een deel van de molenkap losgeslagen. Vervolgens werd de rest van de molenkap afgebroken en een voorlopige afdekking aangebracht. In 1962 werd de molenromp afgebroken, maar het onderste deel ervan was moeilijk te slopen en bleef als ruïne bewaard.
- Inventaris van het Bouwkundig Erfgoed (Vlaanderen): 48773